# Alan John Dixon
‎
Alan John Dixon, ameriški pravnik in politik, * 7. julij 1927, Belleville, Illinois, Združene države Amerike, † 6. julij 2014,  Fairview Heights.
Dixon je bil senator ZDA iz Illinoisa med letoma 1981 in 1993.